# Boyan Slat
Boyan Slat (Delft, 27 luglio 1994) è un inventore e imprenditore olandese nonché fondatore e amministratore delegato dell'organizzazione non profit The Ocean Cleanup.

## Biografia
Nacque il 27 luglio del 1994 a Delft, in Olanda, da croati provenienti dall'Istria
Si occupò di progetti di ingegneria e costruzione sin dai due anni di età. Stabilì un primato da Guinness lanciando simultaneamente 213 razzi ad acqua all'età di 14 anni. Suo padre è un artista che risiede attualmente nella Regione istriana.
Slat raccontò che all'età di 16 anni, mentre faceva un'immersione subacquea in Grecia, trovò più plastica che pesci. Decise così di dedicare un progetto di liceo all'approfondimento della questione dell'inquinamento causato dalla plastica negli oceani e alla presunta impossibilità da ripulirli. In seguito ideò un metodo per costruire un sistema passivo che sfruttava la circolazione delle correnti oceaniche e lo presentò ad una TEDx talk a Delft (2012).

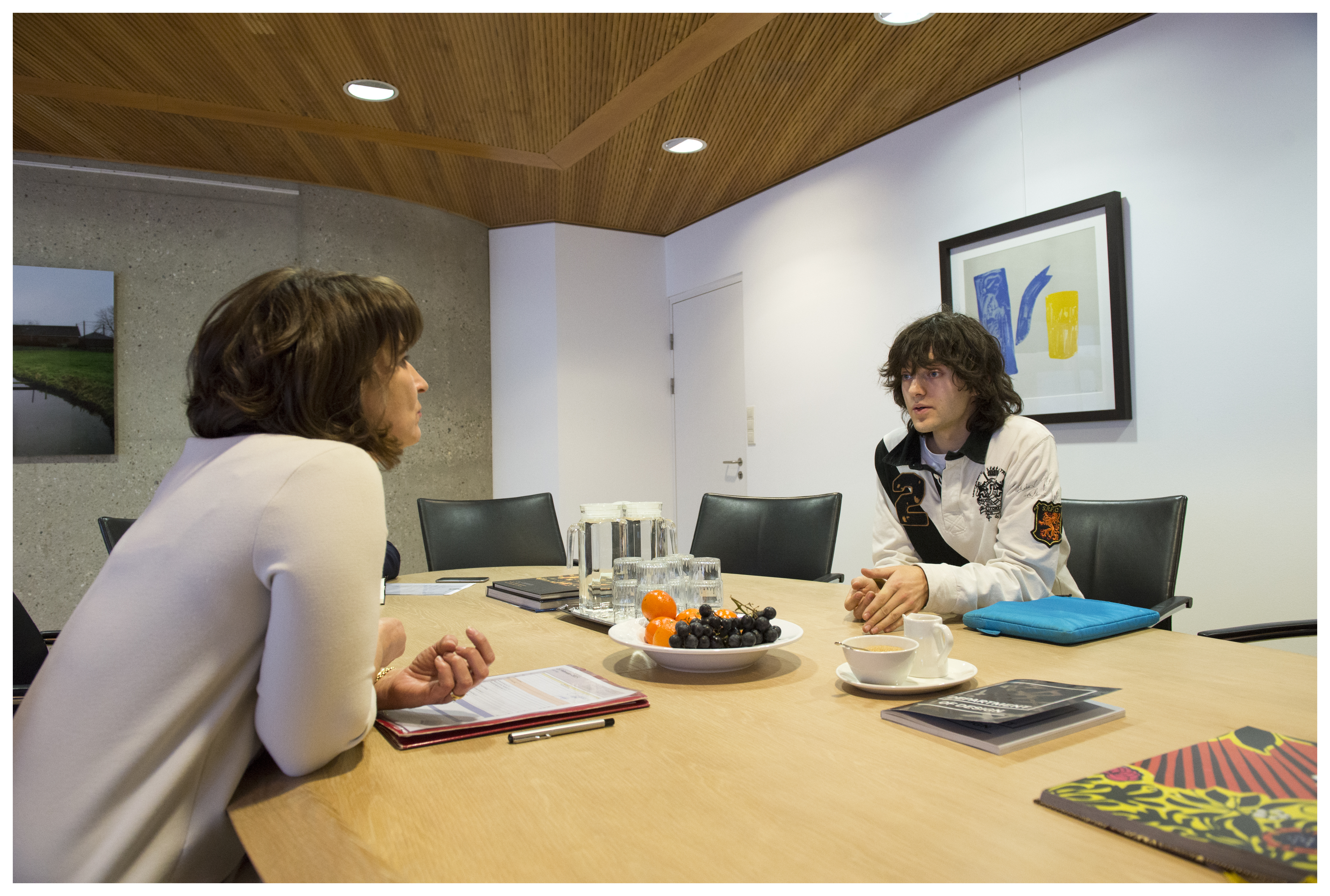
Incontro tra Boyan Slat e Lilianne Ploumen, Ministro tedesco degli affari esteri, il 23 febbraio 2015.

Interruppe gli studi in ingegneria aerospaziale all'Università tecnica di Delft per dedicare tutto il tempo allo sviluppo della sua idea.  Nel 2013, a 18 anni, fondò l'organizzazione non profit The Ocean Cleanup e ne divenne amministratore delegato.

## The Ocean Cleanup
La missione di The Ocean Cleanup è di sviluppare tecnologie avanzate per eliminare la plastica dagli oceani. Dopo la sua creazione, The Ocean Cleanup è riuscita a raccogliere 2.2 milioni di dollari attraverso una campagna di crowdfunding con l'aiuto di 38000 donatori da 160 Paesi e 31,5 milioni di dollari in donazioni da imprenditori in Europa e Silicon Valley, incluso Marc Benioff, amministratore delegato di Salesforce. Con la creazione di nuovi modelli, Boyan Slat stimava di raccogliere metà della grande isola di plastica nel Pacifico in 5 anni, a costi minimi. Il progetto è iniziato con uno dei sistemi nel 2018 e doveva aggiungere progressivamente ulteriori sistemi fino a raggiungere le sue potenzialità complete entro il 2020.

## Premi e riconoscimenti
Nel novembre del 2014 Slat ha ricevuto il premio Champions of the Earth del Programma delle Nazioni Unite per l'ambiente. Harald V re di Norvegia gli ha conferito il premio Young Entrepreneur Award nel 2015. Forbes l'ha incluso nella lista "30 under 30" del 2016. È stato selezionato per la Thiel Fellowship, il programma avviato nel 2011 dal venture capitalist e cofondatore di PayPal Peter Thiel che finanzia con 100 000 dollari gli imprenditori di età fino a 22 anni che abbandonano o rinviano gli studi universitari per lavorare alla propria start-up. Nel febbraio del 2017 Reader's Digest ha nominato Boyan Slat European of the Year (Reader's Digest award).